# Studebaker

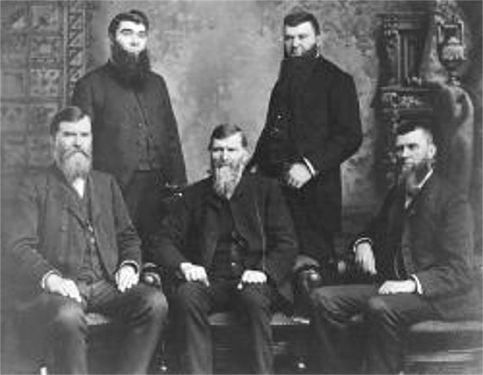
I fratelli Studebaker. Da sinistra a destra, e dall'alto in basso, Peter e Jacob, Clement, Henry e John M.

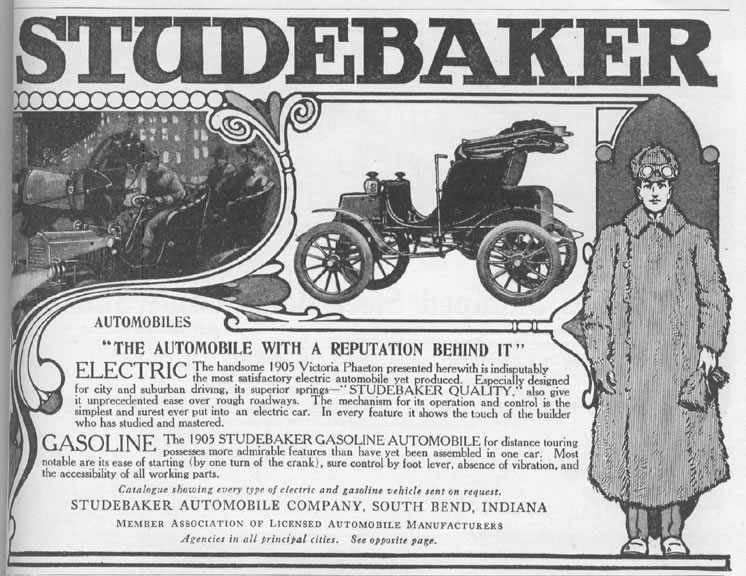
Un manifesto della Studebaker del 1905 che pubblicizzava veicoli elettrici ed a benzina

La Studebaker (ˈstuːdəˌbeɪkə) è stata una casa automobilistica statunitense attiva tra il 1852 ed il 1966. Il nome completo dell'azienda era Studebaker Corporation. All'inizio dell'attività produceva carri e carrozze.
Fondata nel 1852 durante la presidenza di Millard Fillmore e incorporata nel 1868 con il nome di Studebaker Brothers Manufacturing Company, l'azienda produsse originariamente carri per agricoltori, per minatori e veicoli militari. La Studebaker entrò nel business delle autoveicoli nel 1902 con vetture elettriche, e nel 1904 con quelle a benzina. Divenne socia anche di altre società produttrici di automobili a benzina fin dal 1911, più precisamente la Garford and E-M-F.
La prima automobile a benzina interamente costruita dalla Studebaker fu commercializzata nell'agosto del 1912. Per oltre 50 anni, l'azienda ebbe un'invidiabile reputazione per la qualità e l'affidabilità dei modelli prodotti. Il maggiore stabilimento di produzione, a South Bend, cessò la fabbricazione il 20 dicembre 1963. L'ultima Studebaker fu prodotta nello stabilimento di Hamilton, in Canada, il 16 marzo 1966.

## Storia

### Il XIX secolo: i produttori di carri

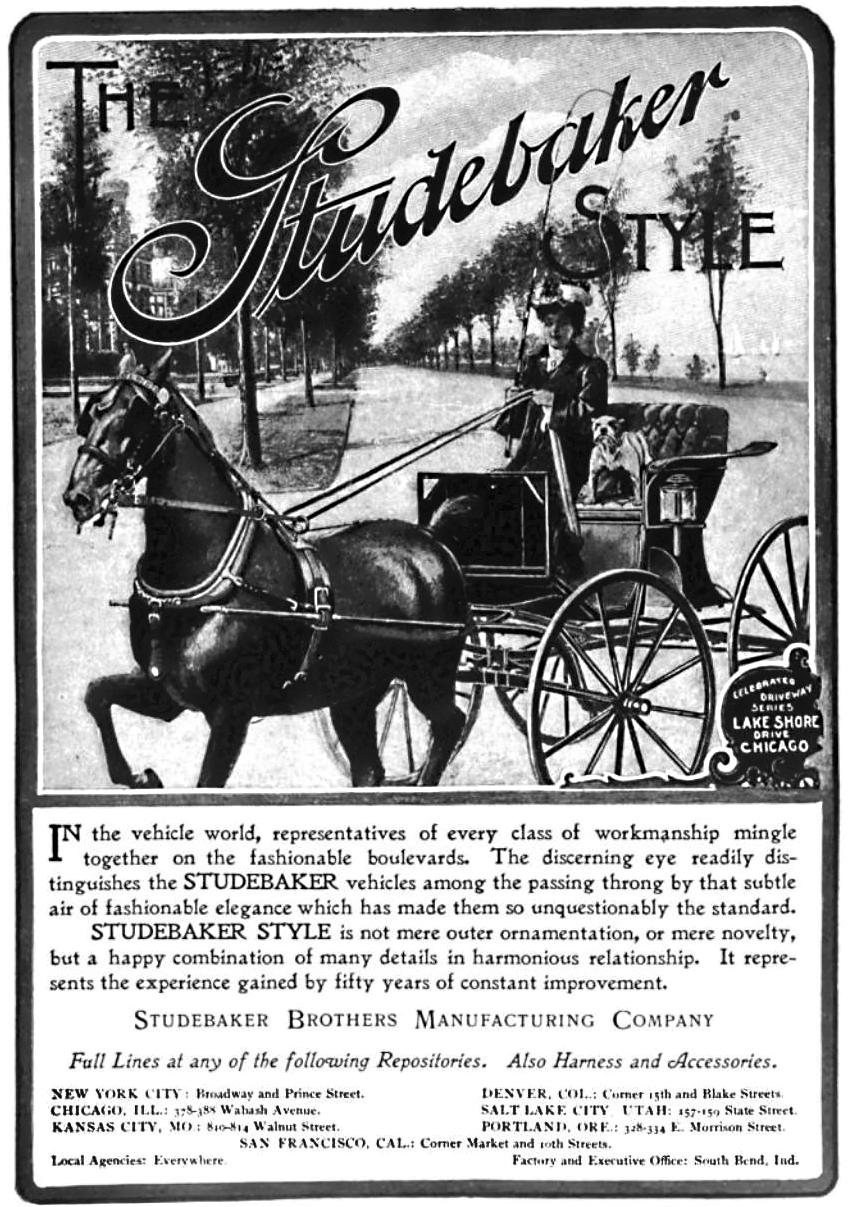
Un manifesto pubblicitario del 1902

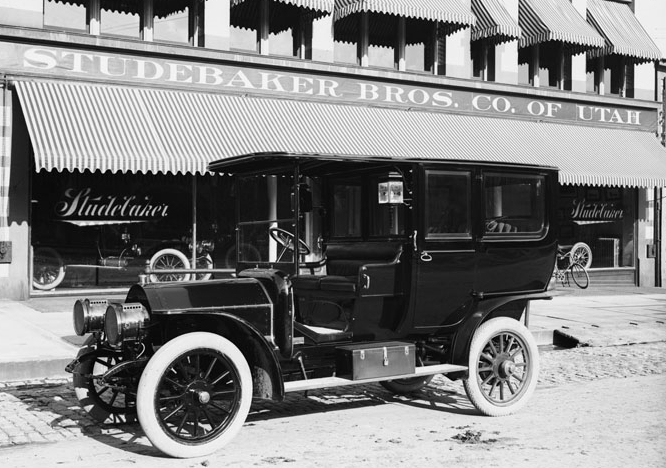
Una Studebaker limousine del 1908

#### La famiglia
Henry Studebaker, fondatore della compagnia, fu un agricoltore, fabbro e costruttore di carri che visse vicino a Gettysburg, in Pennsylvania all'inizio del XIX secolo.
Le origini della famiglia sono incerta. Una prima ipotesi sostiene che la famiglia Studebaker fosse originaria di Solingen, in Germania. Qui il mestiere di fabbro fu tramandato di generazione in generazione fino ad arrivare a Henry. Un'altra ipotesi vuole che Peter Studebaker si trasferì con tre fratelli dai Paesi Bassi a Filadelfia nel 1736. Comunque, è molto probabile che il fondatore della famiglia sia stato Clement Studebaker (1700-1762), originario di Hagen, in Germania.
Di certo, i genitori di Henry, John Studebaker (1799-1877) e Rebecca Mohler (1802-1887), si trasferirono in Ohio nel 1835, dove il padre insegnò ai figli a costruire parti di carri. All'epoca questo settore era in piena espansione per la conquista del West. I cinque figli maschi erano, in ordine di nascita, Henry (1826-1895), Clement (1831-1901), John Mohler (1833-1917), Peter Everst (1836-1897) Jacob Franklin (1844-1887). I fratelli avevano anche cinque sorelle: Sara, Nancy, Elizabeth, Rebecca e Maria. Fotografie della famiglia Studebaker furono riprodotte su un libro sulla storia della compagnia, pubblicato da Albert Russel Erskine (allora presidente della società) nel 1919, in memoria di John Mohler. Anche le fotografie dei direttori Frederick Samuel Fish e Henry Goldman (figlio di Marcus Goldman) furono incluse nel libro.

#### L'operazione South Bend
Clement e Henry Studebaker diventarono fabbri e fonditori a South Bend in Indiana nel febbraio del 1852. All'inizio della loro attività costruivano parti di carri da trasporto, per poi specializzarsi nella fabbricazione di vetture complete. All'epoca John M. produceva carriole a Placerville, in California e questo sito produttivo è il 142° National Historic Landmark di questo Stato.
La maggior espansione degli affari di Henry e Clement a South Bend fu durante la corsa all'oro californiana, che iniziò nel 1848. Con la sua attività di costruttore e venditore di carriole a Placerville, John M. accumulò 8000 dollari. Nell'aprile del 1858 abbandonò l'attività per investire il suo capitale nell'azienda produttrice di carri dei fratelli Henry e Clement. Quest'ultima era in piena espansione anche grazie a consistenti ordini di carri da parte dell'United States Army, l'esercito degli Stati Uniti.
Nel 1857 costruirono la loro prima carrozza, che come le definiva uno slogan dell'epoca "Strabiliante allestimento di ferro lavorato a mano, il tipo di calesse da corteggiamento su cui ogni ragazzo e ragazza sarebbero orgogliosi di sedere".
A causa della commessa per l'esercito, John M. rilevò la quota di Henry. Henry era infatti profondamente religioso, ed aveva scrupoli per la costruzioni di veicoli militari. Gli Studebaker erano anabattisti della congregazione della Chiesa Dunkard Brethren, una religione che vedeva la guerra come il diavolo. Il libro di Stephen Longstreet che raccontò ufficialmente la storia della compagnia, riporta che "Henry era stanco del business. Egli voleva tornare a fare l'agricoltore. I rischi correlati all'espansione della compagnia non erano per lui".
L'espansione della compagnia continuò anche grazie alla migrazione della popolazione verso il West, oltre agli usi delle popolazioni stanziali per l'agricoltura ed i trasporti generici. Durante il picco della migrazione metà dei carri utilizzati erano della Studebaker. Circa un quarto di questi era interamente costruito dalla Studebaker, e fabbricarono i componenti degli altri carri in Missouri, dove li costruirono per un altro quarto di secolo.
Il quarto fratello, Peter E. diresse un magazzino generale di successo a Goshen, che espanse nel 1860 includendo la vendita di carri.
Un maggior incremento delle vendite di carri si ebbe nella fornitura all'Union Army durante la guerra di secessione americana (1861-1865). Nel 1868 le vendite annuali ammontavano a 350.000 dollari. In quest'anno i tre fratelli più anziani fondarono la Studebaker Brothers Manufacturing Company, con Clement presidente, Peter segretario e John M. tesoriere. All'epoca la fabbrica era vicina ad una linea ferroviaria, la ferrovia meridionale Lago Shore e Michigan, così che molti carri furono spediti tramite ferrovia oppure attraverso navi a vapore.

#### Il più grande stabilimento di produzione di veicoli del mondo
Dopo un grande incendio nel 1874 che distrusse due terzi dell'intero stabilimento, gli Studebaker lo ricostruirono in mattoni, con una superficie di 81.000 m² che gli permetteva di essere definito "il più grande stabilimento di produzione di veicoli del mondo". Una clientela benestante acquistava sulky, brougham, clarence, phaeton, runabout, Victoria e tandem prodotti dalla Studebaker, mentre i clienti più abbienti potevano acquistare una carrozza da 20.000 dollari.
Nel 1875, il fratello più giovane degli Studebaker, il trentenne Jacob fu portato in azienda per essere incaricato della gestione della fabbrica di carrozze.
Negli anni '80 le strade cominciarono ad essere lastricate in blocchi di catrame, pietra e legno. Nel 1884, quando l'economia era in difficoltà, Jacob Studebaker aprì a Chicago una rivendita di carrozze. Lo stabile, tuttora esistente, è conosciuto come Fine Arts Building o "edificio Studebaker" ed è stato riconosciuto monumento storico il 7 giugno 1978. Le due colonne in granito all'ingresso principale, di 1,1 m di diametro e 3,9 m di altezza, lo fecero definire "il più grande albero monolitico lavorato del paese". Tre anni dopo, nel 1887, Jacob morì, e fu la prima morte dei fratelli Studebaker.
Nel 1889 il nuovo Presidente degli Stati Uniti d'America, Benjamin Harrison, ordinò un cospicuo numero di carrozze Studebaker per la Casa Bianca.
Alla fine del XIX secolo lo stabilimento di South Bend era vasto 0,40 km² ed era provvisto di 20 grandi caldaie a vapore, 16 dinamo, 16 grandi motori, 1000 pulegge, 600 macchine che lavoravano il legno e il ferro, 11 km di cinghie, dozzine di pompe e 500 lampade che illuminavano la fabbrica. Nel 1893 la depressione dell'economia causò una pausa nelle vendite che portò alla chiusura dello stabilimento per cinque settimane, ma i rapporti tra la proprietà ed i dipendenti erano buoni, così da consentire una facile ripresa della produzione.

#### L'eredità di famiglia continua
I cinque fratelli Studebaker morirono tra il 1877 ed il 1917 (quando John M. morì). L'eredità di famiglia passò ai figli ed ai generi. I successori alla guida della società rimasero attivi nella sua gestione, molti dei quali particolarmente coinvolti. Tra questi ci fu Frederick Samuel Fish, che sposò la figlia di John M., Grace, nel 1891. Oltre a Fish, si aggiunsero George M. Studebaker, Clement Studebaker Jr, John M. Studebaker Jr, ed il figlio di Fish, Frederick Studebaker Fish. Oltre a questi, entrarono in azienda Albert Russel Erskine ed altri generi degli Studebaker, come Nelson J. Riley, Charles A. Carlisle, H. D. Johnson e William R. Innis.

### Le automobili Studebaker 1897-1966

#### Gli inizi
Nel 1895, Frederick Samuel Fish spinse per la progettazione di "una carrozza senza cavalli". Quando Peter Studebaker morì, egli divenne presidente del comitato esecutivo della società e mise in pratica le sue idee. Ora la compagnia aveva il suo ingegnere che lavorava su un veicolo a motore. All'inizio si decise per un veicolo elettrico, piuttosto che una vettura a benzina. Ma all'epoca non c'era futuro per queste autovetture lente e dipendenti da pesanti batterie. La Studebaker fabbricò comunque questi veicoli dal 1902 al 1911, e contemporaneamente strinse un accordo con due aziende che producevano vetture a benzina, la Garford di Elyria in Ohio e la Everett-Metzger-Flanders (E-M-F) di Detroit, per la costruzione della carrozzeria e per condividere la distribuzione e la commercializzazione dei veicoli. Dal 1904, la Studebaker iniziò a produrre veicoli con motore a benzina.

#### L'accordo con la Garford
Grazie all'accordo con la Studebaker, la Garford forniva il telaio completo e le parti meccaniche che erogavano e distribuivano la potenza motrice (vale a dire il motore, la trasmissione, l'albero di trasmissione, il differenziale e le ruote motrici). Questi componenti erano montati su carrozzerie Studebaker ed erano vendute con marchio Studebaker-Garford.
La Garford cominciò a costruire anche vetture con proprio nome dal 1907, nel tentativo di incrementare la produzione a spese dei modelli prodotti con la Studebaker. Quando gli Studebaker scoprirono i piani della Garford, obbligarono la società a rivedere i programmi produttivi. Decisero poi di interrompere il sodalizio con la Garford (1911), lasciando l'azienda sola fino all'acquisizione da parte di John North Willys nel 1913.

#### L'accordo con la E-M-F
L'accordo con la Everett-Metzger-Flanders fu differente, e la speranza degli Studebaker era quello di avere un prodotto di qualità senza gli ostacoli trovati nel rapporto con Garford, ma così non fu. Secondo i termini dell'accordo, la E-M-F avrebbe costruito i veicoli e gli Studebaker li avrebbero distribuiti attraverso i loro rivenditori di carri.
Quando l'accordo ebbe seguito, non soddisfece le aspettative. Le macchine con motore a benzina E-M-F si dimostrarono infatti disastrosamente inaffidabili, causando il sarcastico modo di dire che E-M-F stava per "Every Morning Fix-it", ovvero da "aggiustare ogni mattina" ed epiteti simili. I problemi preoccuparono i principali soci della E-M-F, Byron Everitt, Walter Flanders e William Metzger. Everitt and Metzger lasciarono comunque la compagnia nel 1909.
Il presidente della Studebaker, Frederick Samuel Fish, acquistò nel 1908 un terzo delle azioni della E-M-F. Nel 1910 acquisì anche lo stabilimento produttivo di Walkerville, nell'Ontario, in Canada.

#### La fondazione del marchio Studebaker

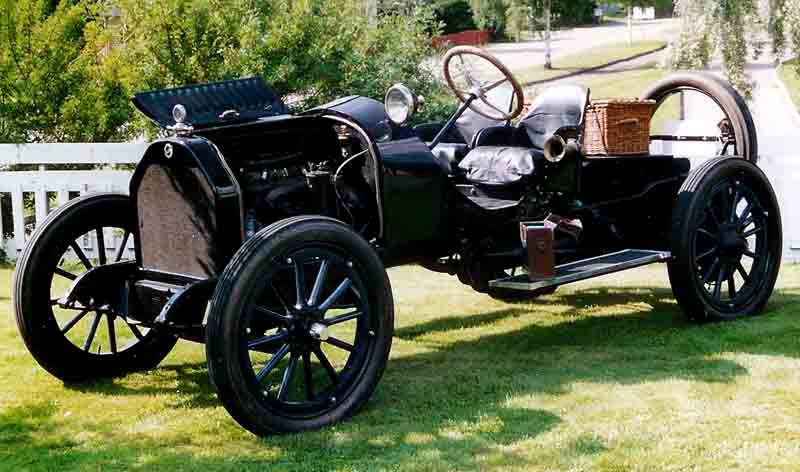
Una Studebaker Speedster del 1916

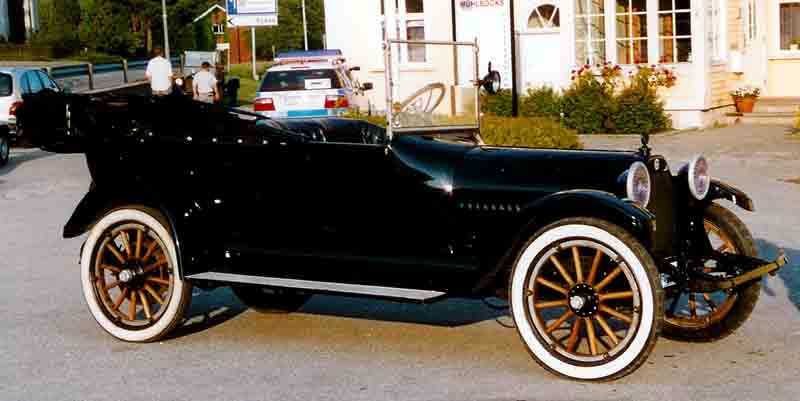
Una Studebaker Touring del 1916

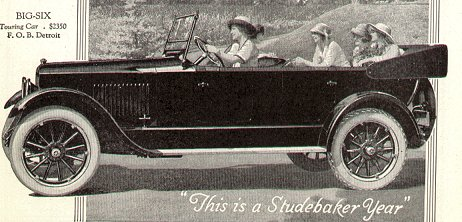
Una Studebaker Big Six Touring Car, da una rivista del 1920

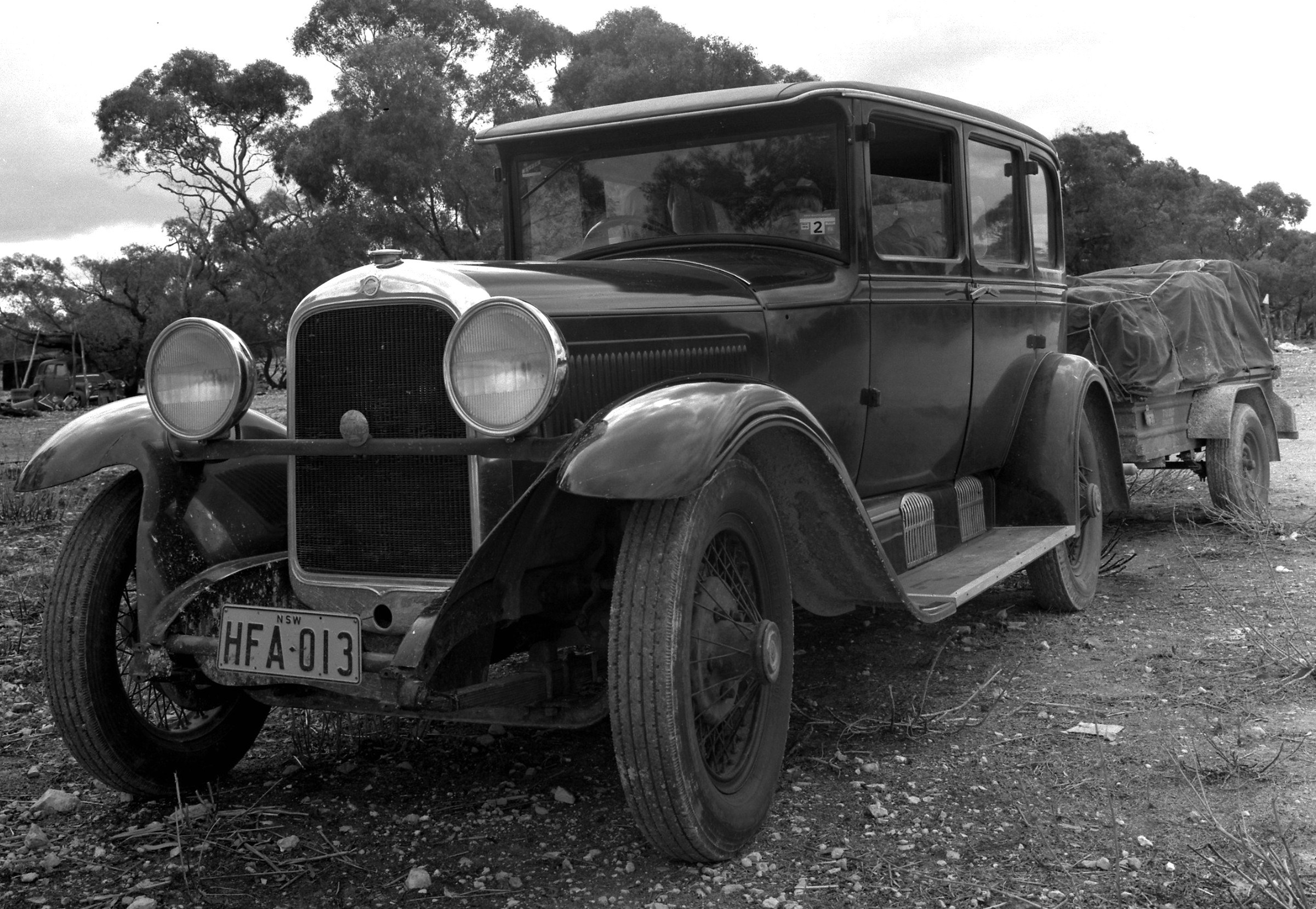
Una Studebaker GB Commander del 1928 che attraversò l'Australia nel 1975

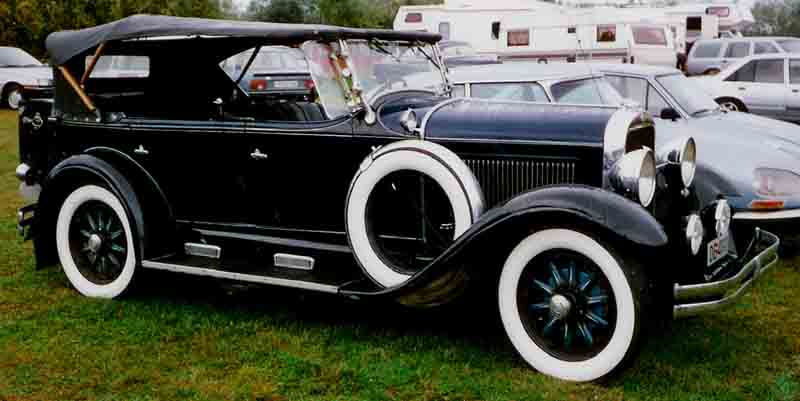
Una Studebaker Phaeton

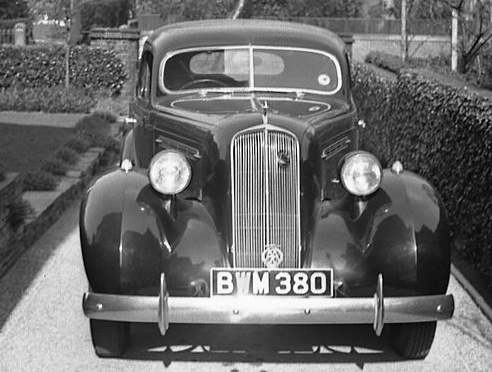
Una Studebaker berlina a quattro porte del 1936 esportata in Gran Bretagna con guida a destra

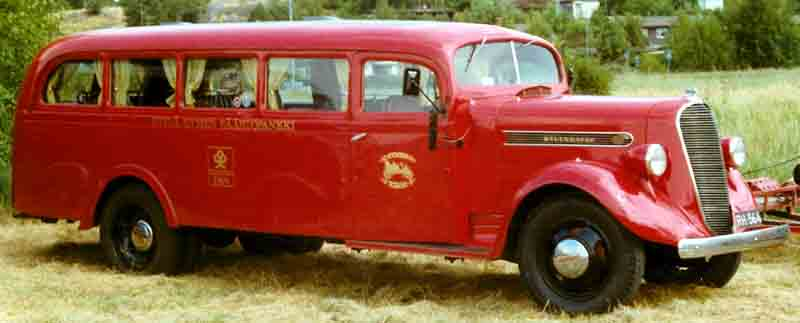
Un autobus Studebaker del 1938

Nel 1911 fu deciso di rifinanziare ed incorporare la compagnia come Studebaker Corporation. La nuova azienda smise di produrre veicoli elettrici lo stesso anno.
Dopo aver acquisito gli impianti della E-M-F, gli Studebaker cercarono di rimediare all'insoddisfazione dei clienti pagando meccanici che ripararono le autovetture di ogni proprietario insoddisfatto, con un costo totale di 1 milione di dollari. Il problema peggiore era il difetto nell'asse posteriore. Ciò portò alla costruzione di "una serie di auto veramente robuste... le famose Big Six e Special Six".

#### L'ingegneria si evolve
Il motore a sei cilindri in linea del 1913 aveva importanti innovazioni tecnologiche nella fusione del monoblocco in ghisa, ed era relativamente economico per l'epoca; ciò fu importante considerando che era fabbricato negli anni della prima guerra mondiale.
In quel periodo, un neolaureato in ingegneria di 28 anni, Fred M. Zeder, fu nominato ingegnere capo. Egli fu il primo di un brillante trio di tecnici che, con Owen R. Skelton e Carl Breer, lanciarono nel 1918 con successo modelli Studebaker. Erano noti con l'appellativo "i tre moschettieri". Lasciarono la Studebaker nel 1920 per fondare una società di consulenza, che più tardi diventò il nucleo del reparto di ingegneria della Chrysler. Per sostituire l'ingegnere capo fu chiamato Guy P. Henry, che introdusse l'acciaio al molibdeno, un miglioramento alla frizione e mantenne il motore in linea a sei cilindri. Quest'ultima soluzione tecnica era caldeggiata dal nuovo presidente della Studebaker, Albert Russel Erskine, che sostituì Frederick Samuel Fish nel luglio del 1915.
John Mohler Studebaker vide sempre le automobili come fabbricazione complementare rispetto alle carrozze trainate da cavalli. Egli credeva che il reparto automobili doveva essere limitato ad una piccola porzione degli stabilimenti Studebaker. Come risultato fu che la produzione di carrozze andò avanti fino a quando Albert Russel Erskine ne decretò la fine nel 1919. Per le automobili, la Studebaker aggiunse una linea produzione di pick-up, che più tardi rimpiazzò quella delle carrozze. La Studebaker produsse anche autobus, veicoli antincendio e piccole locomotive che utilizzavano tutti lo stesso motore in linea a sei cilindri.
Nel 1925 il più bravo agente che si incaricava della distribuzione dei veicoli Studebaker, Paul Gray Hoffman, venne chiamato a South Bend come vice presidente e responsabile dell'ufficio vendite.
Nel 1926 la Studebaker diventò il primo costruttore degli Stati Uniti d'America di automobili.
La Studebaker acquistò un vasto appezzamento di terreno dove nel 1937 fece piantare 5000 pini e divenne il famoso parco di Bendix Woods, dal nome dei proprietari successivi. Una parte della piantumazione del parco formavano la scritta "Studebaker".
Sempre nel 1926 l'impianto produttivo di Detroit fu smantellato e trasferito a South Bend sotto il controllo di Harold S. Vance, vicepresidente e responsabile dell'ingegneria. Nello stesso anno Vance passò il testimone di direttore dell'ingegneria a Delmar Roos, che ricoprì questo ruolo fino al 1936. Sempre nel 1926, una nuova piccola automobile fu prodotta, la Erskine Six, lanciata a Parigi. Delle automobili prodotte 26 000 esemplari furono venduti all'estero, e molte di più negli Stati Uniti. Nel 1929 l'elenco delle automobili era di 50 modelli con un buon business, così che il 90% del profitto fu pagato come dividendi agli azionisti. Comunque, alla fine del 1929 ci fu la grande depressione ed anche la Studebaker fu coinvolta. La produzione calò e la disoccupazione fu comune in tutto il Paese.
Dagli anni venti agli anni sessanta la Studebaker fabbricò molti modelli di automobili che furono delle pietre miliari dell'automobilismo per lo stile delle carrozzerie e per l'ingegneria. I modelli furono la Light Four, la Light Six, la Special Six, la Big Six, la Commander e la President, seguita dal 1939 dalla Champion, disegnata quest'ultima da Virgil Exner and Raymond Loewy.
Durante la seconda guerra mondiale la produzione fu convertita in veicoli militari come lo Studebaker US6, e l'M29 Weasel. Dopo la fine della guerra, la Studebaker tornò a fabbricare automobili per il ceto medio statunitense.

#### Gli impianti di produzione alla metà degli anni ‘20
La superficie totale occupata dagli stabilimenti Studebaker era alla metà degli anni venti era di 0,91 km², distribuita in tre siti produttivi. La produzione annuale era di 180.000 autovetture richiedente 23.000 dipendenti.

##### South Bend
L'originale stabilimento che produceva automobili complete fu usato per la fabbricazione di componenti meccanici, come le sospensioni e parti della carrozzeria delle vetture. Tra il 1922 ed il 1923 furono costruiti degli edifici aggiuntivi per la Light Special e la Big Six. Nell'apice della produzione venivano lavorate 5.200 carrozzerie in un'ora.
Il secondo stabilimento produttivo dello stabilimento produceva telai per la Light Six, e una fonderia di 53.400 m² produceva 600 tonnellate al giorno di acciaio.

##### Detroit
Il terzo stabilimento produttivo della Studebaker nell'impianto di Detroit produceva telai per la Special e la Big Six, ed aveva una superficie di 70.000 m². Il quinto stabilimento produttivo era una struttura che serviva allo stoccaggio delle parti prodotte ed alla spedizione dei componenti, oltre a uffici amministrativi e diversi dipartimenti tecnici. Tutti gli impianti produttivi di Detroit furono trasferiti a South Bend nel 1926.

##### Walkerville
A Walkerville, nell'Ontario, in Canada era installato in settimo stabilimento produttivo della Studebaker, dove furono costruite automobili complete grazie ai componenti provenienti da South Bend e Detroit. Furono anche assemblate vetture con guida a destra per l'Impero britannico. La Studebaker segnalò queste vetture come "British-built" (cioè costruite per i britannici) e di conseguenza commercializzate con tariffe ridotte.

#### Le vetture del secondo dopoguerra

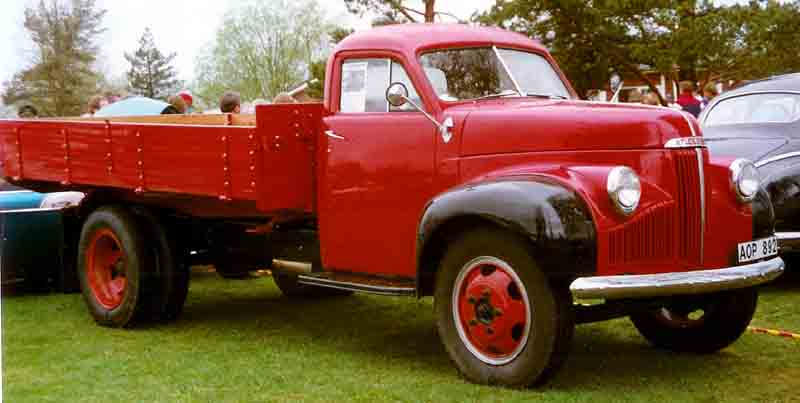
Un modello dell'autocarro M16 52A prodotto del 1948

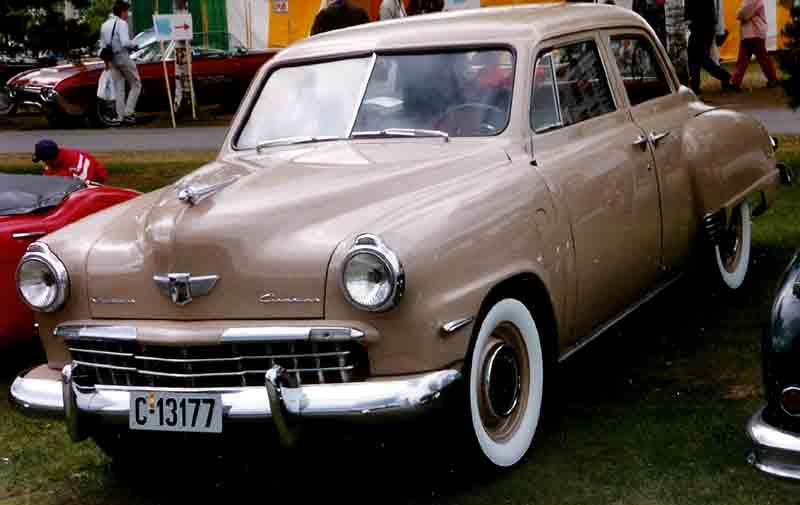
Una Studebaker quattro porte berlina

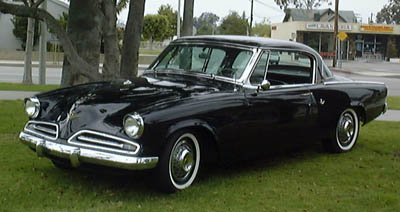
Una Studebaker Commander del 1953

La Studebaker preparò in anticipo la produzione verso veicoli progettati per il dopoguerra, e lanciò lo slogan "First by far with a post-war car" (cioè "di gran lunga la prima con un'auto post-bellica"). Fu infatti lanciato nel 1947 il telaio Studebaker Starlight coupé progettato da Virgil Exner, che introdusse un design innovativo influente anche sulle vetture seguenti, incluso il retrotreno "troncato" al posto di uno che "si assottigliava", tipico di quegli anni, ed i finestrini posteriori avvolgenti. La progettazione di Virgil Exner fu applicata a modelli come la Studebaker Champion Starlight coupé del 1950.
Il costo del lavoro (la compagnia non ebbe mai un United Auto Workers, cioè il sindacato dei lavoratori nel campo delle automobili interno, né uno sciopero, e i lavoratori ed i pensionati della Studebaker erano tra i più pagati dall'industria), il controllo della qualità e la forte competizione tra la Ford e la General Motors all'inizio degli anni cinquanta scombussolarono il bilancio della compagnia. Inoltre i manager dell'azienda puntarono a guadagni a breve termine piuttosto che a lungo termine.
Fu una politica che consentì di restare sul mercato per una decina d'anni, ma non di più. Poi la competizione con la General Motors, la Ford e la Chrysler portò ad un abbassamento dei prezzi, che condannò al fallimento la Studebaker. Nel 1962 ci fu anche uno sciopero a South Bend

#### L'avventura di Hamilton, impianto produttivo dell'Ontario
Il 18 agosto 1948, circondati da 400 lavoratori ed una folta schiera di giornalisti, la prima automobile, una Studebaker Champion blu, uscì dagli stabilimenti di Hamilton, in Canada.
Il sito produttivo aveva sede in un ex-stabilimento Otis-Fenson che produceva armi per l'esercito statunitense, costruito nel 1941. Avendo concentrato la produzione d'autovetture per l'esportazione nell'Impero britannico nell'impianto di Walkerville, nell'Ontario, in Canada, la Studebaker stabilì a Hamilton un sito produttivo canadese per l'industria dell'acciaio localizzata nella zona.
La Studebaker era famosa all'epoca per le innovazioni tecnologiche e la costruzione di autovetture robuste e caratteristiche. Nonostante questo, nel 1954 i conti furono in rosso, e fu deciso di fondersi con la Packard, un'altra casa automobilistica in difficoltà.
Nel 1963 tutta la produzione automobilistica fu concentrata ad Hamilton. La scelta fu oculata, e la speranza fu quella di contenere i debiti. Fu introdotta una seconda linea produttiva, che portò la produzione giornaliera da 48 a 96 automobili.
L'ultima vettura prodotta negli stabilimenti di Hamilton uscì il 16 marzo 1966. L'annuncio della fine della produzione fu dato il 4 marzo. Questa fu una terribile notizia per i 700 lavoratori coinvolti, e fu un forte contraccolpo per la cittadina. All'epoca infatti lo stabilimento produttivo della Studebaker era il decimo più grande del Canada.

#### La fusione con la Packard
Nel 1954, con la speranza di arginare le perdite dopo un consistente calo delle vendite, la direzione della Studebaker acconsentì ad essere assorbita dalla Packard, una casa automobilistica di Detroit. L'operazione ebbe come supervisore James Nance, e la nuova società fu chiamata Studebaker-Packard Corporation. La liquidità della Studebaker era comunque scarsa, e nel 1956 portò vicino alla bancarotta la nuova società. Fu deciso di affidare le sorti dell'azienda per 3 anni al produttore di aeroplani Curtiss-Wright, per migliorare le finanze. Ma questo esperimento non riuscì, ed il presidente della nuova società, Roy T. Hurley, si dimostrò rovinosamente permissivo con i lavoratori.
Con un'abbondanza di detrazioni disponibili negli anni di perdite finanziarie, a seguito dell'insistenza delle banche e di alcuni membri del consiglio di amministrazione, la Studebaker-Packard iniziò a diversificare la produzione dalle automobili alla fine degli anni cinquanta. Mentre ciò fu positivo per la gamma base (intesa come i modelli più economici della gamma della casa automobilistica), significò un minor investimento nella produzione di automobili. La compagnia diventò quindi anche un importatore di Mercedes-Benz, Auto Union e DKW. La Curtiss-Wright ottenne l'uso degli impianti inutilizzati e minori tasse, mentre la Studebaker ottenne più capitale per continuare la produzione di automobili. La Curtiss-Wright vendette l'impianto di Detroit della Packard e le aree rurali a Utica. Le ultime autovetture con design Packard furono costruite a Detroit nel 1956, e l'ultima Packard con carrozzeria Studebaker fu costruita nel 1958. Nei primi anni sessanta il nome della Packard fu tolto dal nome della compagnia.

### Attività non automobilistiche
Già prima degli inizi degli anni sessanta la Studebaker iniziò a diversificare la produzione da quella automobilistica. Furono acquistate numerose compagnie, portando la Studebaker a fabbricare in molti campi, dalle borchie per abbigliamento a componenti per missili.
Nel 1963 la Studebaker possedeva i seguenti marchi:
- Clarke - Divisione macchine per pavimenti, Muskegon.
- CTL - Divisione componenti di missili/spazio, Cincinnati.
- Franklin - Divisione Applicazioni, Minneapolis (sede principale; altri stabilimenti in Minnesota, Iowa e nell'Ontario).
- Gravely Tractor - Divisione trattori, Dunbar e Albany.
- Onan - Produttore di generatori elettrici, Minneapolis.
- Sede principale – South Bend.
- STP – Azienda di additivi chimici, Des Plaines e Santa Monica.
- Schaefer - Azienda di prodotti refrigeranti, Minneapolis e Aberdeen.
- Studebaker Canada Ltd - Costruttrice di autoveicoli, Hamilton.
- SASCO - Studebaker Automotive Sales Corp. – Divisione della Studebaker che si occupava della vendita di automobili, South Bend.
- Studegrip - Divisione produzione pneumatici, South Bend, Jefferson e Minneapolis.

La Franklin fu poi venduta alla White Sewing Machine Company, conosciuta dal 1964 come White Consolidated Industries.
Avendo costruito il motore aeronautico Wright R-1820 su licenza della Curtiss-Wright durante la seconda guerra mondiale, la Studebaker tentò di costruire il più grande motore a pistoni per aeromobili mai fabbricato. Aveva 24 cilindri, una configurazione ad "H", un alesaggio di 203 mm ed una corsa di 197 mm, con una cilindrata di 153,2 L. Non fu mai completato.
Grazie alle società controllate la Studebaker produsse additivi per automobili (STP), tagliaerbe ed articoli per giardinaggio (Gravely Tractor) e generatori elettrici (Onan).

### L'uscita dal campo automobilistico
Le automobili che vennero dopo la diversificazione delle attività della Studebaker, incluse la compact Lark (1959) ed anche la sportiva Avanti (1963), furono basate su vecchi telai e motori. La Lark in particolare, fu basata su parti della carrozzeria già utilizzate da automobili Studebaker negli anni 1953-1958. Nonostante questo la vettura vendette bene il primo anno, con 150.000 esemplari venduti ed un profitto di 28 milioni di dollari.
La concorrenza fu comunque spietata, soprattutto da parte di General Motors, Ford, e Chrysler, per le auto compact commercializzate tra il 1960 ed il 1961. Questo portò al calo drastico delle vendite della Lark. Dopo un temporaneo periodo di risalita delle vendite, che non diedero comunque sollievo ai conti in rosso della Studebaker, i mass media continuarono a riferire le intenzioni della compagnia di lasciare il campo automobilistico. Questo portò ad un ulteriore calo delle vendite, poiché gli acquirenti scartarono le autovetture della Studebaker per paura di trovarsi arenati con un modello senza più una Casa produttrice (un orphan, come vengono definiti in inglese, fatto che avrebbe potuto anche causare difficoltà nel reperire i ricambi). L'azienda abbassò quindi considerevolmente i prezzi delle vetture e degli autocarri (1963). Dopo aver mantenuto bassissimi i prezzi anche nel 1964, e successivamente all'esautorazione del presidente Sherwood Egbert, la compagnia annunciò la chiusura degli impianti di South Bend il 9 dicembre 1963, con l'ultima auto prodotta il 20 dicembre. La fonderia dello stabilimento che fabbricava motori rimase aperta per un breve periodo per fornire i manufatti alla fabbrica canadese di Hamilton, poi fu chiusa anch'essa. Il nome della Avanti, gli strumenti per fabbricazione e lo spazio nello stabilimento di South Bend furono venduti a Leo Newman e Nate Altman. Essi rilanciarono il modello nel 1965 con il nome "Avanti II". Essi acquistarono anche di diritti sugli autocarri, insieme ai numerosi pezzi di ricambio ancora stoccati nei magazzini della Studebaker. La produzione di autocarri cessò dopo che la società ebbe soddisfatto gli ordini, vale a dire alla fine del 1964.
La produzione di autovetture continuò nell'impianto di Hamilton, in Canada, dove la Studebaker produsse modelli fino al 16 marzo 1966, dopo 8.947.196 modelli complessivi prodotti, sotto il comando di Gordon Grundy. Fu deciso di assestarsi su 20.000 automobili prodotte all'anno, anche se la Studebaker annunciò l'obbiettivo di 30.000-40.000 modelli nel 1965. Le attese non furono soddisfatte, e la produzione nell'anno fu comunque di 20.000 esemplari. I profitti però non giustificavano gli investimenti.
Respingendo le richieste di Gordon Grundy di fondi anche per il 1967, la Studebaker lasciò il campo automobilistico il 16 marzo 1966 dopo aver prodotto una Cruiser, berlina bianca e turchese che uscì dalle linee di montaggio, l'ultima delle meno di 9000 vetture prodotte nel 1966. In realtà, il trasferimento in Canada della residua attività produttiva fu un metodo per mezzo del quale la produzione poté cessare senza inconvenienti, lasciando in mano la possibilità di pagare le dovute franchigie ai punti vendita.
Molti dei rivenditori della Studebaker chiusero, oppure altri cominciarono a vendere altre marche, come quelli che ad esempio si convertirono alla commercializzazione delle Mercedes-Benz, dopo la chiusura degli impianti canadesi.
Il vasto appezzamento di terreno dove furono piantati 5000 pini acquistato anni prima fu venduto alla Bendix Corporation, che donò l'area alla Contea di St. Joseph per riservarlo a parco. Come condizione della donazione, fu stipulato che il parco si chiamasse Bendix Woods. Da immagini satellitari prese da Google Earth appare la scritta "Studebaker" in alcune piantumazioni del parco. Oggi l'area è di proprietà della Robert Bosch GmbH. La sua divisione di prodotti generali fu acquistata da Kaiser Industries ed oggi appartiene ad AM General.
Dopo la chiusura, la Studebaker continuò ad esistere come gruppo d'investimento, con i redditi provenienti dalle aziende controllate. Il gruppo acquisì, infatti, la Schaefer per i refrigeratori, la STP, con cui fabbricò additivi, la Gravely Tractor, la Onan con cui fabbricò generatori elettrici, la Clarke e la Paxton Automotive. Quest'ultima fabbricava compressori volumetrici. La Studebaker possedeva anche una linea aeronautica commerciale, la Trans International Airlines, fondata da Kirk Kerkorian.
Dopo il 1966 la Studebaker continuò a controllare le aziende che aveva acquisito, e comprò nel 1967 la "Wagner Electric". Successivamente, la Studebaker venne fusa con la "Worthington Corporation" per formare la Studebaker-Worthington. Il marchio Studebaker scomparve dalle scene nel 1979, quando la McGraw-Edison acquisì la Studebaker-Worthington. La McGraw-Edison fu a sua volta acquistata nel 1985 dalla Cooper Industries, che cedette il suo comparto auto alla Federal-Mogul qualche anno più tardi.

### Il tentativo di continuare il marchio Studebaker
Una serie di vetture fu prodotta ed identificata come Studebaker dagli acquirenti dal nome "Avanti" (che era il nome di un modello della compagnia, ma che venne utilizzato come marchio) e di ulteriore materiale preveniente dalla fabbrica di South Bend.

### I modelli di automobile Studebaker
- Studebaker Electric (1902–1912)
- Studebaker Big Six (1918–1926)
- Studebaker Special Six (1918–1927)
- Studebaker Light Six (inclusi i modelli Standard Six) (1918–1927)
- Studebaker Light Four (1918–1919)
- Studebaker President (1926–42, 1955–58)
- Studebaker Dictator (1927–37)
- Studebaker Champion (1939–58)
- Studebaker Land Cruiser (1934–54)
- Studebaker Scotsman (1957–58)
- Studebaker Commander (1927–35, 1937–58, 1964–66)
- Studebaker Conestoga (1954–55)
- Studebaker Speedster (1955)
- Studebaker Golden Hawk (1956–58)
- Studebaker Silver Hawk (1957–59)
- Studebaker Sky Hawk (1956)
- Studebaker Flight Hawk (1956)
- Studebaker Power Hawk (1956)
- Studebaker Hawk (1960–61)
- Studebaker Gran Turismo Hawk (1962–64)
- Studebaker Lark (1959–1966) (incluso le autovetture basate sulla Lark (1964-1966), Cruiser, Daytona, Commander e Challenger)
- Studebaker Wagonaire (1963–66)
- Studebaker Avanti (1963–64)

### I modelli di autocarri Studebaker
- Studebaker Coupe Express (1937–1939)
- Studebaker US6 (1941–45)
- Studebaker M29 Weasel (1942–45)
- Studebaker serie 2R (1949–1953)
- Studebaker Transtar (1959–1963)
- Studebaker Champ (1960–1964)
- Studebaker serie M (1940–1948)
- Studebaker serie E (1955–1964)

### Le carrozzerie Studebaker
- Studebaker Starlight (1947–55, 1958)
- Studebaker Starliner
- Studebaker Coupe Express